# Lydien

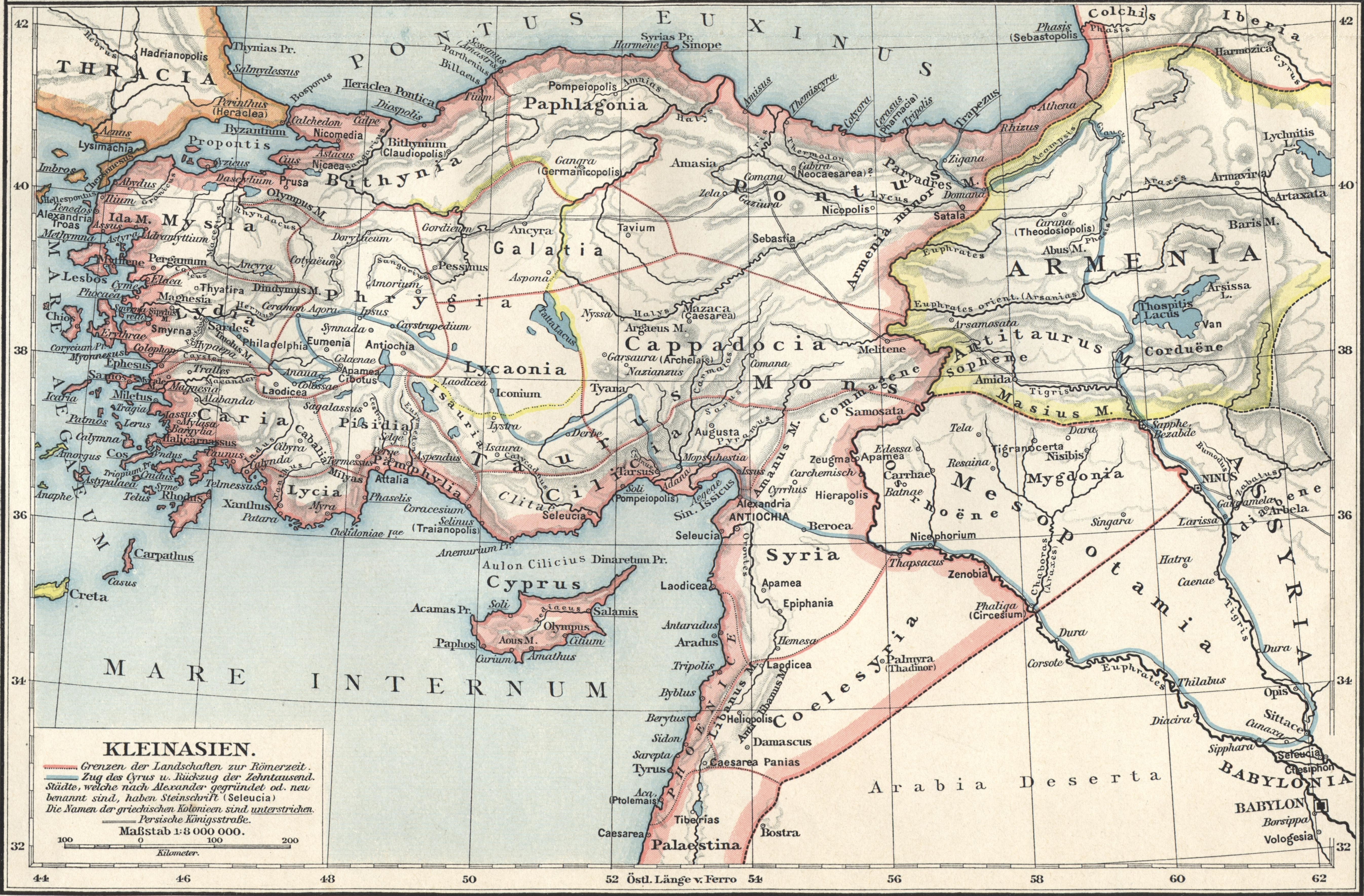
Kleinasien in der römischen Antike

Ausdehnung des Herrschaftsgebietes Lydiens in der Mitte des 6. Jahrhunderts v. Chr. unter König Kroisos. Die rote Grenzlinie zeigt eine leicht abweichende Fassung des rekonstruierten Grenzverlaufs.

Lydien (altgriechisch Λυδία; lateinisch Lydia; auch Mäonien) ist der Name einer Landschaft im Altertum. Sie befand sich an der Mittelmeerküste Kleinasiens in der heutigen Türkei gegenüber den der Küste vorgelagerten Inseln Lesbos, Chios und Samos. Das Gebiet erstreckte sich um das heutige Izmir bis etwa Alaşehir ins Landesinnere. In homerischer Zeit wurde das Gebiet von den Griechen Mäonien genannt. Es wurde vom Volk der Lyder (Mäonen) bewohnt.

## Geografie
Hinsichtlich der Grenzen bestand schon in der Antike Unklarheit. Das ist zum Teil auf die verschiedenen Bezugsobjekte zurückzuführen: Die Grenzen des lydischen Königreichs bzw. Kerngebiets, des lydischen Kulturraumes, des lydischen Großreichs, der persischen Satrapie und der späteren Provinz der Diokletianischen Reform können sich ganz erheblich voneinander unterscheiden. Andererseits ist man auf eine sehr dünne Belegdecke angewiesen (etwa bei den Grenzen des Kulturraumes) und ganz generell auf unklare Beschreibungen.
Plinius der Ältere gibt eine knappe und gleichermaßen vage Beschreibung des Landes: Zentrum des Kernlandes waren der Berg Tmolos, an dem die Hauptstadt Sardes lag, der Gygische See (heute: Marmara Gölü) und die umgebende fruchtbare Ebene entlang des Hermos (heute: Gediz). Im Süden grenzte Lydien an Karien, im Osten an Phrygien, im Norden an Mysien und reichte im Westen über Ionien hinaus. Sieht man von der westlichen Grenze zu Ionien ab, so gilt die Beschreibung als korrekt. Konkret gab es keine klaren Grenzlinien, sondern Grenzzonen. Als gesichert kann die Grenzzone im Süden gelten: Im Mäander-Tal siedelten gleichermaßen Lyder und Karier. Im Nordosten, quasi zwischen Lydien, Mysien und Phrygien lag der Berg Dindymos. Die Grenzzone zwischen Lydien und Phrygien wird vermutlich an den Flussläufen zwischen Dindymos und Mäander entlanggelaufen sein, die Grenzzone zwischen Lydien und Mysien vermutlich den Murat-Dağı-Zug entlang; wie weit ist unklar. Die Grenze zwischen Ionien und Lydien ist völlig unklar, doch der Sipylos scheint ein Grenzpunkt gewesen zu sein. Ladislav Zgusta rechnet das Küstengebiet dagegen weitgehend zu Lydien statt zu Ionien; er ist allerdings auch an den kulturellen Ursprung von Orten und weniger der politisch-rechtlichen Situation interessiert.

## Geschichte

### Periodisierung
In der Vergangenheit wurden sehr unterschiedliche, in sich uneinheitliche Periodisierungsschemata verwendet, in denen sich archäologische und historische Kategorien abwechselten. Roosevelt hat in jüngerer Zeit ein einheitliches Schema entwickelt, um den methodischen Schwierigkeiten zu begegnen. Dieses Schema soll hier verwendet werden, leicht angepasst, um dem erweiterten Rahmen gerecht zu werden.

### Prälydische Zeit (vor dem 12. Jahrhundert v. Chr.)
Für das Hermos-Tal lässt sich bereits für die Altsteinzeit eine Bevölkerung nachweisen, deren Techniken auf Verbindungen zur Levante und Europa verweisen. Für die Kupfersteinzeit lässt sich eine hohe kulturelle Kontinuität feststellen, allerdings mit einer Ausrichtung nach Zentralanatolien. Die kulturelle Kontinuität besteht auch in der Bronzezeit, doch die Bevölkerung nahm erheblich zu, die materielle Kultur wurde niveauvoller und der Warenaustausch in West- und Zentralanatolien nahm ebenso wie der Fernhandel zu. Spätestens für die Bronzezeit lässt sich eine Besiedelung des Gebiets mit einer luwisch sprechenden Bevölkerung nachweisen. In der späten Bronzezeit wurde die luwische, politisch-kulturelle Entität Arzawa im westanatolischen Raum zur bedeutendsten Macht, bis sie im 14. Jahrhundert v. Chr. dem Hethiterreich endgültig unterlag. Nachfolgestaaten im späteren lydischen Gebiet wurden Mira und besonders das Seha-Flussland, die allerdings Vasallen der Hethiter waren. Das Machtzentrum von Seha lag in vier Zitadellen am Gygischen See. Nach dem Zerfall des Hethiterreiches im frühen 12. Jahrhundert v. Chr. werden die Informationen zu dem Gebiet für einige Jahrhunderte rar.

### Frühlydische Periode (etwa 12. bis 7. Jahrhundert v. Chr.)
Wann sich die Lyder als eigene Entität konsolidierten, bleibt Gegenstand der Forschungsdiskussion, denn die Quellen zeichnen nur ein sehr unklares, mythisch verbrämtes Bild. Es ist gerade hinsichtlich der historischen Quellen stets sehr schwierig zu entscheiden, ob ein Bericht reiner Mythos ist oder einen wahren Kern enthält.
1. Der historische Befund liefert die zentrale Unklarheit. Der Begriff Lydien selbst taucht zum ersten Mal um das Jahr 664 v. Chr. in den assyrischen Berichten des Rassamzylinders auf: Dort heißt es, dass König Gugu von Luddu (Gyges von Lydien) Kontakt zum König Assurbanipal aufnahm.[11] Allerdings erwähnt Homer die Bewohner der Gegend in der Ilias – dort heißen sie Maionier.[12] Schon in der Antike wurden die Maionier mit den Lydern identifiziert.[13] Herodot berichtet, dass vor der Machtübernahme durch Gyges und der Mermnaden-Dynastie die Herakliden-Dynastie für 505 Jahre die Lyder beherrschte;[14] die Fragmente des Xanthos berichten ebenfalls von der Herakliden-Dynastie.[15] Auch die These der großen Emigration des später als Etrusker bekannten Teils der Bevölkerung wird mit diesem Zeitraum verknüpft,[16] und schon in der Antike angezweifelt.[17]
2. Der archäologische Befund ist uneindeutig. Einerseits zeichnet sich eine deutliche Kontinuität in der materiellen Kultur von der luwischen bis in die eindeutig lydische Zeit ab, andererseits finden sich im 12. Jahrhundert v. Chr. erhebliche Zerstörungen und ein Wechsel des Machtzentrums von den vier Zitadellen des Gygischen Sees hin zur Akropolis von Sardes am Tmolos. Die Reste dieser Stadt liegen etwa zehn Kilometer westlich vom heutigen Salihli in der westtürkischen Provinz Manisa. Der Befund deutet ebenfalls darauf hin, dass die dominante Sprache in der Zeit vor Gyges und nach dem Zusammenbruch des Hethiterreiches das Lydische war, die von Homer als Maionier bezeichneten Menschen also Träger der lydischen und nicht der luwischen Sprache waren.[18]
3. Der linguistische Befund weist darauf hin, dass die lydische Sprache einerseits eng mit den indogermanischen Sprachen Luwisch und besonders Hethitisch verwandt ist, aber andererseits auch klar distinkt ist. Vor dem 12. Jahrhundert waren die Träger dieser Sprache anscheinend im nordwestlichen Raum Anatoliens ansässig.[19] Hinsichtlich der Herrschernamen spricht einiges für eine Nähe zu den Hethitern: Sadyattes, Alyattes u. a. nutzen denselben Stamm wie Madduwatta, der Hethitervasall.[20] Allerdings gibt es eine gewisse Kontinuität luwischer Namen hinsichtlich der Bezeichnung der Landmarken.[21] Beekes setzt sich plausibel dafür ein, dass das Wort für „lydisch“ vom Wort für „luwisch“ abgeleitet ist.[22]
4. Der genetische Befund weist darauf hin, dass die Bewohner des Seha-Flusslands des 3. Jahrtausends v. Chr. eng mit den späteren Lydern verwandt waren.[23]
 Daraus lässt sich folgende Hypothese ableiten: Zur Zeit der Hethiterherrschaft lebten die Träger der lydischen Sprache (Prälyder) im Nordwesten Anatoliens, während im Hermos-Tal, am Gygischen See und dem Tmolos Träger der luwischen Sprache (Luwier) lebten. Etwa zeitgleich mit dem Zerfall der Hethiterherrschaft wanderten die Phryger in Kleinasien ein und drängten die Prälyder in den Süden ab, wo sie sich besonders am Tmolos festsetzten.[24] Die im griechischen Raum als Maionier bekannten Prälyder errichteten vermutlich im 12. Jahrhundert eine Herrschaft über die epichoren Luwier,[25] die jedoch nicht besonders fest war.[26] Üblicherweise wird hier der Beginn der frühlydischen Periode angesetzt.[27] Bis zum Auftreten des Gyges waren die Luwier und Maionier dann weitgehend zu Lydern verschmolzen.[28]
Indes ist die von Josef Keil für unentscheidbar gehaltene Frage, ob die Lyder ein Stamm der Phryger waren,[29] wohl entschieden: Schon Pedley war hinsichtlich dieser These sehr skeptisch,[30] in der aktuellen Forschung spielt sie keine Rolle mehr.

### Mittellydische Periode (etwa 7. Jahrhundert bis 547 oder 545 v. Chr.)
Erst mit Gyges (etwa 680 bis 644 v. Chr.) werden die Lyder in historischen Quellen fassbar. Seine Historizität wird sicher vom Rassamzylinder belegt, auch die seiner Usurpation ist kaum zu bezweifeln. Ob es sich dabei um eine Palastrevolte oder um einen „regelrechten Bürgerkrieg“ handelte, ist für die aktuelle Mehrheitsmeinung der Forschung nicht zu entscheiden, da es recht widersprüchliche Berichte gibt, die zum Teil kaum glaubwürdig sind (bei Platon nutzt Gyges einen unsichtbar machenden Ring). Gelegentlich wird ein Aufstand gegen eine maionische Fremdherrschaft angenommen. Gyges ist vielfach mit dem Abwehrkampf gegen die eindringenden Kimmerer verknüpft – anfangs wurden Erfolge erzielt: Gyges schickte um das Jahr 664 v. Chr. kimmerische Gefangene als Geschenk an den Hof des Assyrerkönigs Assurbanipal, wohl um ein Verteidigungsbündnis zu schmieden. Da der Assyrerkönig aber keine Verbündeten, sondern Untertanen wollte, scheiterte Gyges. Nichtsdestoweniger führte Gyges Krieg gegen einige anatolische Griechenstädte, wobei er wohl an Milet und Smyrna scheiterte, aber die Troas weitgehend unter lydische Kontrolle brachte, und unterstützte den Unabhängigkeitskampf des ägyptischen Pharaos Psammetich I. mit einem Söldnerkontingent. Er starb um das Jahr 644 v. Chr. bei der vergeblichen Verteidigung von Sardes gegen die Kimmerer. Die erheblichen Veränderungen zu Gyges’ Zeit wurden von Dolores Hegyi herausgearbeitet.
Die beiden Nachfolger Ardys (etwa 644 bis 625 v. Chr.) und Sadyattes (etwa 625 bis 600 v. Chr.) werden kaum erwähnt. Sie führten weiterhin Krieg gegen die Kimmerer und Milet, wobei Lydien unter Ardys wohl ein Vasallenkönigreich der Assyrer war.
Darauf folgte Alyattes (605 bis 561 v. Chr.), der möglicherweise erfolgreichste Lyderkönig. Unter ihm wurden die Kimmerer endgültig besiegt, und er erzielte Erfolge gegen die kleinasiatischen Griechen, wozu vor allem die Eroberung Smyrnas gehörte. Es gelang ihm vermutlich nicht, Milet zu erobern, wohl aber es in sein Machtsystem einzubinden. Zudem erweiterte er nach harten Kämpfen gegen die Meder sein Reich im Osten bis zum Halys. Ihm wird auch die Einführung des Münzgeldes zugeschrieben, was die Wirtschaft zum Erblühen brachte. Monumentalbauten, zu denen nicht zuletzt sein eigener Grabhügel gehörte, unterstreichen die Machtfülle des Lyderkönigs.
Der letzte lydische König ist der bekannteste: Kroisos (etwa 561 bis 547 v. Chr.) ist als Krösus sprichwörtlich für Reichtum geworden. Dazu dürfte der Umstand geführt haben, dass die lydischen Goldmünzen in der griechischen Welt als „Kroiseids“ bekannt waren und selbst nach Kroisos’ Tod für etwa 30 Jahre die Standardwährung in der Ägäis blieben. Er hat im Wesentlichen die Politik der Dynastie fortgeführt. Dazu gehörte der Krieg gegen anatolische Griechenstädte mit der Eroberung von Ephesos und die generelle Konsolidierung der Herrschaft im Westen Kleinasiens. Nachdem der Perser Kyros II. die Meder unter König Astyages unterworfen hatte, begann Kroisos mit Unterstützung eines – antiken Berichten nach zweideutig formulierten – Orakels aus Delphi den Krieg gegen das Perserreich. Die Motivation ist unklar, doch der Umstand, dass sein Schwager Astyages gerade einem Aggressor erlegen war, könnte eine erhebliche Rolle gespielt haben. Nach anfänglichen Erfolgen, wozu die Zerstörung der Stadt Ptera gehört, kam es zu einer großen Feldschlacht zwischen Lydern und Persern, die kein klares Ergebnis brachte. Kroisos zog sich nach Lydien zurück und entließ seine Söldner und Bundesgenossen entsprechend den Gepflogenheiten jener Zeit im Winter, doch Kyros nutzte die Gelegenheit, setzte nach und stellte Kroisos, der nur noch ein minimales Heer aufbringen konnte, vor Sardes. Vermutlich wurde Kroisos entgegen den Berichten über eine himmlische Rettung von Kyros hingerichtet.

### Spätlydische Periode (etwa 547 bis 217 v. Chr.)
Nach der Eroberung durch Kyros den Großen wurde Lydien zur persischen Satrapie Sparda (persisch für Sardes). Die Lyder scheinen sich mit der Perserherrschaft schnell abgefunden zu haben: Unter dem noch von Kyros selbst als Schatzmeister eingesetzten Paktyes kam es zu einem erfolglosen Aufstand, dann blieb es ruhig. Nichtsdestoweniger war es Schauplatz wichtiger Ereignisse, was sich vor allem aus dem Status der „Frontstadt“ ergab: Es wurde von den Persern als westlichste Provinz und damit als Grenze nach Griechenland hin gesehen. So wurde Sardes Ziel griechischer Heereszüge – während des Ionischen Aufstands (500 bis 494 v. Chr.) und des Zuges des spartanischen Königs Agesilaos (396 bis 394 v. Chr.) – und diente als Aufmarschgebiet für persische Heereszüge – im Vorfeld des Griechenlandfeldzuges von Xerxes (480 v. Chr.) und des Aufstandes von Kyros dem Jüngeren (401 v. Chr.). Aber auch der von den Persern vermittelte Königsfrieden zwischen Sparta und ihren griechischen Feinden wurde 387/6 v. Chr. in Sardes unterzeichnet. Wie tiefgreifend die Änderungen in der Verwaltung Lydiens waren, ist Gegenstand der Forschungsdiskussion: Duisinberre geht von erheblichen Veränderungen wie einem neuen Steuersystem aus, Roosevelt von eher geringfügigen – es wäre nur die Elite durch Perser ergänzt worden.
Nach der Schlacht am Granikos 334 v. Chr. ergaben sich der persische Garnisonskommandant Mithrenes und die lydische Elite umstandslos Alexander dem Großen. Während des Hellenismus blieben Sardes und Lydien an Kriegen beteiligt. Nach einer kurzen Zeit von Herrschaftswechseln (319 v. Chr. zu Antigonos I. Monophthalmos, 301 v. Chr. zu Lysimachos) gelangte es 281 v. Chr. zur seleukidischen Machtsphäre, wo es trotz mehrerer Eroberungsversuche des Achaios (220–214) bis 188 v. Chr. verblieb. Die in der Schlacht bei Magnesia siegreichen Römer übergaben es dann den Attaliden, deren Dynastie und Herrschaft 133 v. Chr. endete.
Zwar gewährte Alexander den Lydern ein Leben nach althergebrachten Sitten, doch die Hellenisierung nahm erheblich zu: Spätestens 213 v. Chr. wurde Sardes als Polis mit Gerusia, Volksversammlung und griechischen Ämtern organisiert sowie typisch griechische Einrichtungen wie ein Theater und ein Gymnasium erbaut; zudem wurden keine Inschriften in lydischer Sprache angefertigt. Als Kultur waren die Lyder im fortgeschrittenen 3. Jahrhundert v. Chr. in der hellenistischen aufgegangen. Ratté stellt heraus, dass nach der Plünderung von Sardis 217 v. Chr. durch Antiochos III. und dem Wiederaufbau die Einwohner zwar ihre Sprache und Sitten ersetzt hatten und sich selbst als Griechen dachten, die Stadt aber dennoch in mancherlei Hinsicht fest mit der glorreichen Vergangenheit verwurzelt war. Sicherlich endete die Lydische Periode mit dem Ende des lydischen Selbstbewusstseins.

### Postlydische Zeit (fortgeschrittenes 3. Jahrhundert v. Chr. und später)
In der Spätphase des Hellenismus zeigte das Römische Reich einige Aktivität im vormals lydischen Raum: Nach dem Sieg über Antiochos III. wurden in Sardes Verhandlungen mit den Seleukiden geführt, wie auch später mit den Galatern. Mit dem Sieg über die Seleukiden blieb es in Kleinasien lange Zeit ruhig. Als mit dem Tod des Attalos III. die Attalidendynastie 133 v. Chr. endete, vermachte der Herrscher sein Reich – und damit das ehedem lydische Gebiet – den Römern. Diese entließen Sardes und andere lydische Städte in die Unabhängigkeit, wobei sie fest ins römische Amicitia-System eingebunden wurden. Trotz des Umstandes, dass die lydischen Städte relativ unberührt von der Vesper von Ephesos (88 v. Chr.) und dem 1. Mithridatischen Krieg (89 bis 84 v. Chr.) blieben, wurde das Gebiet im Rahmen der Neuordnung Kleinasiens (84 v. Chr.) durch Sulla zum Teil der Provinz Asia. Als kaisertreue Stadt erlebte Sardes nach einem großen Erdbeben (17 n. Chr.) noch einmal eine Blüte, da erhebliche Mittel für den Wiederaufbau der Stadt verwendet wurden: Es blieb für lange Zeit eine große, wirtschaftlich bedeutende Stadt, spielte aber weder im politischen noch im militärischen Rahmen eine Rolle. Im Zuge der diokletianischen Provinzreform im Jahr 297 n. Chr. entstand wieder eine Provinz Lydia, die allerdings nur noch aus dem knapp erweiterten Hermos-Tal, dem Herzen der lydischen Kultur, bestand. Sie blieb Teil von Ostrom bzw. des byzantinischen Reiches, wobei Sardes und das Umland 616/617 n. Chr. massive Zerstörungen durch die Truppen des Sassaniden Chosrau II. erlitten. Danach blieb Sardes eine kleine Burg, bis Timur sie 1402 endgültig zerstörte.

## Gesellschaft

### Gesellschaftsstruktur
Generell wird eine dem mittelalterlichen Feudalismus ähnelnde Struktur angenommen. Mindestens in der mittellydischen Periode, vermutlich schon früher, lassen sich fünf Gruppen ausmachen: das Haus des Königs, die Elite (Adel und Priester), die Mittelschicht (Krämer, Händler, Handwerker), Arbeiter (freie oder an Güter der Elite gebundene halbfreie) und Sklaven. Weitere Untergliederungen sind sehr unklar; aus den Namen kann man auf aus alter Zeit bestehende 'Stammesstrukturen' schließen. Unklar bleibt, wie weit die lydische Elite in der spätlydischen Periode durch Perser ersetzt wurde. Als sicher gilt, dass die mächtigsten Männer durch den Satrapen ersetzt wurden, für Lyder allerdings die Möglichkeit zu einer gewissen Karriere im persischen Herrschaftssystem bestand. Ob Verwaltung und Besitz generell in lydischer Hand blieben oder ganze Landstriche an persische ‚Herzöge’ und ‚Ritter’ verliehen wurden, bleibt Gegenstand der Diskussion.

### Militär
Die griechische Überlieferung zeichnet die Lyder als verweichlichte Barbaren, doch dieses Bild entstand erst, nachdem Lydien persische Satrapie geworden war. In der früh- bis mittellydischen Zeit und wohl auch später stellte der Adel eine schon im 6. Jahrhundert v. Chr. militärisch unnütze Streitwagentruppe und eine gefürchtete Reiterei. In mittellydischer Zeit wurde die lydische Infanterie mit griechischen und karischen Söldnern aufgestockt. Die Bewaffnung der lydischen Soldaten war der der griechischen wohl generell ähnlich. Anhand zweier Skelette von lydischen Soldaten, die bei der Eroberung von Sardes durch die Perser gefallen waren, kann man ablesen, dass schwere Schilde und Helme verwendet wurden. Als Waffen sind kurze Säbel, Kriegssicheln, Schleudern sowie Pfeil und Bogen nachgewiesen. Aus den anhaltenden und letztlich militärisch erfolglosen Feldzügen der Lyder vor allem gegen Milet lässt sich leicht die geringe Entwicklung des lydischen Belagerungswesens ableiten. Andererseits konnte Sardes hinsichtlich der Stärke der Verteidigungsanlagen mit den größten orientalischen Städten mithalten und war allen griechischen Städten seiner Zeit überlegen.

## Wirtschaft

### Ressourcen
Der Name Lydien wurde schon in der Antike mit Reichtum verknüpft. Zumeist wird in herausgehobener Position erwähnt, dass der Paktolos Gold aus dem Tmolos herausspült, welches zum Reichtum der Lyder geführt hätte. Die Ansicht wurde noch ins 20. Jahrhundert hineingetragen, in den letzten Jahren allerdings zunehmend relativiert. Tatsächlich war Lydien in wirtschaftlicher Hinsicht gut positioniert. Da waren zunächst die Böden, mit denen sich zusammen mit dem milden Klima sehr gute landwirtschaftliche Erträge erzielen ließen. Auch das unkultivierte Land bot viele Weidegründe und jagdbare Tiere, sowie Wälder, die Feuer- und Bauhölzer lieferten. Zudem fanden sich neben dem Gold des Tmolos (wie neuere Forschung ergab, handelte es sich tatsächlich um Gold und nicht um Elektron, wie lange Zeit angenommen wurde) Eisen-, Kupfer-, Blei- und für die Textilfärberei geeignete Mineralstoffvorkommen; weiterhin gab es Marmor, Kalkstein, Jaspis und eine Art Onyx, die nach der Stadt Sardes „Sardonyx“ genannt wurde. Zuletzt ist noch die geostrategisch günstige Lage zu erwähnen: Lydien lag quasi vermittelnd auf der Landroute zwischen dem anatolischen Hochland und den Häfen der Ägäis.

### Ackerbau und Viehzucht
Hinsichtlich der Landwirtschaft unterschied sich Lydien nicht wesentlich von den meisten griechischen Städten. Neben Getreide, Hülsenfrüchten, Kürbissen und Oliven wurde ein sehr beliebter Wein angebaut; rötliche Feigen wurden in der Antike „lydische Feigen“ und Maronen, „sardische Eicheln“ genannt. In der Tierhaltung spielten Schafe wegen ihrer Wolle eine große Rolle. Ähnliches galt für die Pferdezucht, aber ob hier bloß das Prestige reflektiert wurde oder ob sie tatsächlich quantitativ einen größeren Stellenwert als die Rinder- und Ziegenhaltung innehielt, bleibt unklar.

### Keramik, Textilien und Luxusartikel
Keramik wurde im erheblichen Maß in Lydien produziert, sie war teilweise sogar von hoher Qualität. Außerhalb Lydiens kam ihr allerdings wenig Bedeutung zu, sieht man von dem „Lydion“, einem Gefäß für Duftsalben, ab. Griechische Keramik wurde dagegen schon seit dem 9. Jahrhundert importiert. Infolgedessen brachte die lydische Keramikproduktion vielfach fremde Einflüsse zum Ausdruck. In der postlydischen Zeit verschwanden lydische Eigenarten sehr schnell und die Produkte unterschieden sich nicht mehr von den griechischen. Im Gegensatz zur Keramikproduktion der Lyder war ihre Textilproduktion weithin berühmt. Anscheinend waren lydische Teppiche am persischen Hof beliebt, im griechischen Raum die Chitone, in die Goldfäden eingewoben wurden, und Sappho schwärmte für bunte Tücher (wohl Mitren) und schmiegsame Stiefel. Eher berüchtigt waren die Sandykes, dünne, fleischfarbene Chitone, die lydische Frauen in den Augen von Griechen nackt erscheinen ließen. Gelegentlich wurden diese Dinge zu den Luxusartikeln gezählt. Zweifelsohne gehörten die aus Bakkaris und Brenthon gewonnenen Duftsalben dazu, wie auch die vor allem aus Gold, Elektron und Silber hergestellten Schmuckstücke, wie Diademe mit Rosetten- oder Tiermotiven, Ohrringe, Anstecknadeln oder Siegel. Das lydische Handwerk war nicht nur für die Textilfärberei, sondern auch besonders für das Färben von Elfenbein berühmt.

### Handel
Zum wirtschaftlichen Wohlstand hat der erhebliche Warenverkehr ebenfalls beigetragen. So schreibt Herodot den Lydern die Erfindung des Kleinhandels zu – anscheinend wurden viele Waren zentral in Sardes produziert und dann von den „Kapeloi“, einer Art Hausierer, auf dem Land verteilt. Möglicherweise waren sie auch die ersten, die als Ladenbesitzer Töpferwaren usw. verkauften. Herodot hält die Lyder ebenfalls für die ersten Gastwirte – vielleicht sind hiermit Karawansereibetreiber gemeint. Anscheinend wurde nur die Förderung und Produktion von Metallen kontrolliert, zunächst vom lydischen Königshaus, später von durch den Satrapen beauftragten lydischen Adligen. Bekanntestes Beispiel dürfte die Förderung des Elektrons und die Prägung der lydischen Münzen sein. Die Verarbeitung von Bronze, Kupfer und Eisen stand wohl unter ähnlicher Kontrolle. Möglicherweise war die Steinmetzarbeit ursprünglich ebenfalls in königlicher oder adliger Hand; jedenfalls wird die Produktion von Alyattes und Kroisos stark gefördert. Abschließend kommt Hanfmann bei einem Vergleich zwischen den Städten Gordion und Sardes zum Schluss, dass Sardes sich von Gordion vor allem durch die lebendigen Handels- und Handwerksviertel unterscheidet. Insgesamt zeichnet sich eine prosperierende, kosmopolitische Gesellschaft ab. Mindestens zu Alyattes’ und Kroisos’ Zeit war Sardis wohl die wohlhabendste Stadt Westanatoliens und dessen wichtigste Drehscheibe bezüglich des Handels – es finden sich neben zahlreichen griechischen Erzeugnissen unter anderem Produkte aus Phoinikien und Assyrien in Sardes.

### Münzen

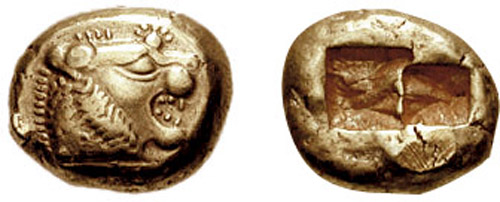
Lydische Elektron-Trite (⅓ Stater), frühes 6. Jahrhundert. Avers: Löwenkopf mit aufgerissenem Rachen nach rechts und „Augenwarze“ (oder Sonne). Revers: Zwei Quadrata incusa. 4,71 g.

Im 7. Jahrhundert v. Chr. wurden die ersten Münzen als Zahlungsmittel herausgegeben, die die ältesten Münzfunde im Mittelmeerraum darstellen. Die Münzerfindung ließ den Handel des Landes erblühen.
Die Lyder prägten zunächst Elektron und später Goldmünzen mit Löwenköpfen bzw. Löwen- und Stierköpfen. Schon in der Antike wurde ihnen die Erfindung der Münzprägung zugeschrieben. Tatsächlich spricht einiges dafür: Zumindest die ältesten Goldmünzen sind eindeutig lydisch – in der griechischen Welt heißen sie nach dem letzten lydischen König Kroisos „Kroiseids“ und wurden selbst nach seiner Hinrichtung weitergeprägt. Alle älteren Münzen wurden aus Elektron geprägt – eine Verbindung zu Lydiens Elektron-Staub führenden Paktolos liegt nahe. Weiterhin finden sich auf einigen der ältesten Münzen lydische Buchstaben. Schließlich spricht auch das hohe Ansehen von lydischen Münzen und dem Standort Sardes als Münzstätte dafür: Sie wurden in der Ägäis als Standardwährung verwendet und für ca. 30 Jahre blieb die Löwe-und-Stier-Motivik bestehen, auch wenn die künstlerische Ausprägung sich wandelte (sie wurde stilisierter, metallisch-härter, vermutlich aufgrund der für die Massenproduktion benötigten klareren Linien). Auch blieb Sardes noch lange Zeit – durch die Perserzeit, den Hellenismus bis in die römische Zeit – eine Münzstätte. Christopher Howgego hingegen stellt diese These in Frage: Da Münzen sich einerseits besonders schnell im griechischen Raum ausbreiteten, andererseits die ältesten Münzen in einer griechischen Stadt – Ephesos – gefunden wurden. Indes scheint ihm die Behauptung, es sei ein rein griechisches Phänomen, den Umstand außer Acht zu lassen, dass es im lydisch-griechischen Raum entstand. Weiterhin lasse sich die These, die Münzen seien zur Finanzierung von Söldnern geprägt worden, wie sie unter anderem von Hanfmann vertreten wurde, kaum untermauern. Dass das in Sardes praktizierte Raffinieren von Gold und Silber vermittels Zementation des Elektrons und darauf folgender Kupellation eine Folge der gestiegenen Anforderungen des Münzwesens war, scheint gesichert zu sein.

## Religion

### Überblick
Die lydische Religion ist polytheistisch, wobei besonders ab der spätlydischen Epoche nicht immer klar ist, wie weit von lydischer Religion gesprochen werden kann, denn einerseits kam es zu erheblichen Synkretismus mit griechischen Göttern, weiter wurden viele griechische Götter übernommen und andererseits gehen seit der späteren Zeit viele Zeugnisse auf die sich rasant durchsetzende hellenistische Kultur zurück.
Die zentrale Göttin war Kybele bzw. Kuvava, die eng mit der phrygischen Kybele bzw. Matar verknüpft ist. Sie wird zumeist als Frauenfigur mit Löwenbegleitern dargestellt.
Artemis erhielt ebenfalls große Verehrung, zum Beispiel von Kroisos. Die sardische Artemis war zudem eng mit der ephesischen Artemis verknüpft. Weiterhin wurde Kore verehrt, die später mit Persephone identifiziert wurde; hier gibt es nur wenige materielle Überreste der Verehrung. Ob sie schon in der mittellydischen Epoche verehrt wurde, kann nicht eindeutig geklärt werden.
Die Verehrung männlicher Götter hat weniger Überreste hinterlassen. Levs/Lefs („Zeus“) scheint der zentrale männliche Gott gewesen zu sein – seinen Namen findet man am häufigsten. Dargestellt wird er zumeist als Männerfigur, die einen Adler und einen Szepter hält. Möglicherweise wurde er als „Zeus der Stadtbeschützer“ zusammen mit Artemis in ihren Tempel verehrt – ob schon in mittellydischer Zeit ist wiederum unklar. Bacchus/Dionysos wird mit dem lydischen Baki- identifiziert; textliche Hinweise und Satyrenbilder in Sardes machen einen aktiven Kult sehr wahrscheinlich. Außerdem wird Lydien in Euripides’ Theaterstück „Die Bakchen“ als Geburtsort genannt, zudem gibt es römische Münzen, die auf diese Vorstellung hindeuten.

### Apollon und „qldans“
Die Opfer der lydischen Könige in Delphi belegen eindeutig, dass Apollon verehrt wurde – ob es allerdings Kultstätten in Lydien selbst gab, ist wiederum unklar, aber wahrscheinlich. Olof August Danielsson las den Götternamen „+ldans“ als "pldans"und identifizierte diesen Gott mit Apollon, was lange Zeit unbestritten war. Seit Alfred Heubecks Argument gegen diese Lesart ist man skeptischer: Seither wird der Göttername als „qldans“ gelesen. Er schlägt eine Identifizierung mit einem Mondgott vor. Gelegentlich wird „qldans“ immer noch mit Apollo identifiziert.

### Hermes, Kandaules und das „puppy dinner“
Hermes wird über ein Gedicht des Hipponax mit Kandaules in Verbindung gebracht. Kandaules war anscheinend ein lydischer Gott oder Halbgott, der mit Diebstahl bzw. Raub verknüpft war. Der Beiname „Hundewürger“ verweist außerdem auf das „puppy dinner“, die Opferung von Hundewelpen im Rahmen einer rituellen Mahlzeit. Es gibt Hinweise darauf, dass diese Art des Opfers sich in veränderter Form bis in die hellenistische Zeit gehalten hatte. Anscheinend war der Kult des Kandaules eng mit der Heraklidendynastie verknüpft, denn nach dem Wechsel zur Mermnadendynastie finden sich beim lydischen Adel keine Hinweise mehr, stattdessen nehmen die Hinweise auf den Kult der Artemis zu. Passender Weise hieß der letzte Heraklidenkönig Kandaules.

### Verwurzelung des Glaubens
Josef Keil teilte die in Lydien praktizierten Kulte in verschiedene Schichten ein, die einander beeinflussten, indem sie zum Teil miteinander verschmolzen, zum Teil einander verdrängten, zum Teil aber auch nebeneinander bestanden. Schon er hielt fest, dass Anatolien zwar wie eine geschlossene Einheit aussehe, es aber einige Korridore zwischen Europa und Levante gebe, die erheblich den Einfluss ihrer großen Nachbarn ausgesetzt waren, und abgelegene, schwer zugängliche Regionen, in denen sich epichore Eigenheiten viel länger hielten. Keil kommt zum Schluss, dass von 354 Inschriften heidnischer Verehrung, von denen die überwiegende Mehrheit immerhin aus römischer Zeit stammt, ganze 112 altanatolischen Gottheiten gewidmet sind – ein handfester Beleg für die enorme Verwurzelung dieser Gottheiten in der Lebenswirklichkeit der Menschen der lydischen Region. Diese grundlegende Studie wurde verschiedentlich erweitert. Wenig überraschend findet sich in den lydischen Inschriften, die überwiegend aus dem 5. und 4. Jahrhundert v. Chr. stammen, eine erhebliche Mehrheit von anatolischen Götternamen. Außerdem betraf die Hellenisierung mehr die Städte und weniger das Land: Dort finden sich Hinweise auf entsprechende Rituale bis ins 5. Jahrhundert n. Chr. María Paz de Hoz geht von den bestehenden Ergebnissen aus, aktualisiert sie entsprechend dem Forschungsstand und lieferte so gut achtzig Jahre nach Keil eine Gesamtschau. So lässt sich die religiöse Praxis in Lydien hinsichtlich regionaler Unterschiede differenzieren: a) in den nordwestlichen Bereich, b) den nordöstlichen Bereich, c) den mittleren Abschnitt von West nach Ost und d) das Kaystrostal. Während das Zentrum und das Kaystrostal fruchtbare Gebiete waren, die besonders in der Seleukidenzeit urbanisiert wurden, war der östliche Teil als Vorstufe des anatolischen Hochlandes eher schwieriges Gelände; dort war der griechische Einfluss lange Zeit gering. Es lässt sich zeigen, dass im hellenisierten Westen die Kulte ebenfalls hellenisiert wurden und die Inschriften eher von profanem, auf Außenwirkung bedachten Charakter waren, die im Osten dagegen sehr viel traditionellere Formen wählten und eher von privater Frömmigkeit geprägt waren. Es fällt auf, dass sich die Gesamtzahl der epigraphischen Quellen mit 800 mehr als verdoppelt hat; dabei wuchs die Anzahl der Nennungen anatolischer Gottheiten mit Abstand am stärksten an – von 112 auf 565 – während die der griechischen Götter kaum anwuchs – von 117 auf 159. Daraus lässt sich schließen, dass die anderen in Lydien herrschenden Völker kaum Spuren in der lydischen Kultpraxis hinterließen und erst das Christentum die traditionellen Kulte in Ostlydien in der Spätantike zu verdrängen begann. Dagegen geht Dusinberre von einem erheblichen Synkretismus zwischen altanatolischen und persischen Götterkulten in der spätlydischen Epoche aus.

### Kultstätten
Es wurden materielle Überreste zweier Tempel in Sardes gefunden, dem Artemis-Tempel und dem Kybele-Tempel; beide lagen außerhalb der Stadtmauer am Paktolos. Der Artemis-Tempel besitzt ein Stufen-Fundament, wie es von persischen Gräbern bekannt ist, die Wände etc. sind dagegen klar von ostgriechischen Strukturen beeinflusst. Hier liegt vielleicht ein Fall von Synkretismus vor. In Sardes ist ebenfalls ein der Kybele geweihter Altar nachgewiesen. Dieser war in der mittellydischen Epoche Teil der Gold-Raffinerie, die vermutlich während der Achaimenidenherrschaft stillgelegt wurde. Hieran anschließend wurde der Tempel überarbeitet und in einen persischen Feuertempel umgewandelt. Außerdem wurde Kybele als Metroon, als göttliche Mutter, in einem weiteren Tempel verehrt. Es gab weitere heilige Orte und Kultstätten außerhalb von Sardes. Der Gygische See war mit dem Kult der Kybele verknüpft; Eindeutiges lässt sich allerdings nicht sagen. Ebenfalls mit diesem See verknüpft ist der Kult der Artemis Koloene (lyd. kulumsis). Weitere Kultstätten dürften Gipfel von Hügeln oder Bergen gewesen sein. Eine besondere Beachtung erhielt die Stadt Hypaipa, in der der Kult der persischen Artemis (Artemis Anaitis) praktiziert wurde; anscheinend verband Sardes und Hypaipa eine heilige Straße. Ein weiteres persisches Heiligtum befand sich in Hierakome. Eine wichtige Kultstätte war die monumentale Figur hethitischen Ursprungs am Fuße des Bergs Sipylos, die in lydischer Zeit als Abbild der Kybele gewertet wurde. Zeus scheint dagegen einerseits auf dem Berg Karios und andererseits in Dioshieron verehrt worden zu sein.

## Kunst

### Bildende Kunst
Die überwiegende Mehrheit von Zeugnissen der lydischen Kunst entstammen der Bildenden Kunst, wozu neben Werken der Malerei, Bildhauerei und Architektur auch Schmuck zu rechnen ist.
Die Malerei findet Ausdruck in Wandgemälden und Keramiken; es wurden auch Reliefs und Statuen bemalt. Bei den Wandgemälden ist die Quellenlage sehr dünn. Die Überreste finden sich in lydischen Tumulus-Gräbern und stellen daher wohl Szenen aus dem Leben des Toten oder Vorstellungen vom Totenreich dar: Häufige Themen sind Jagd- und Bankett-Szenen. Vom Stil lässt sich wenig erkennen, er ist vermutlich dem in der Ägäis üblichen Stil sehr ähnlich gewesen. Bei den Keramikgefäßen finden sich im Wesentlichen zwei Stilarten: Die meist eher schlichte monochrome oder geometrische anatolische Tradition und die aufwendigere figürliche griechische Tradition, die sich besonders an der orientalisierenden ostgriechischen Tradition orientiert. Anscheinend wurde in der Zeit des Alyattes die Technik zur Herstellung von bemalten Keramikkacheln von den Griechen übernommen. In der mittellydischen und spätlydischen Epoche wurden wohl zunehmend die Häuser mit ihnen dekoriert; hier ist vieles noch sehr unklar.
Die überlieferten Werke der Bildhauerei stammen vor allem aus der spätlydischen Epoche, da es sich vielfach um Grabstelen und Grabreliefs aus dem Umfeld von Tumuli handelt. Die bildlichen Darstellungen zeigen üblicherweise die Verstorbenen beim Bankett. Bei den nicht-figürlichen Darstellungen dominieren Voluten und Palmetten. Daneben gibt es Reliefs aus dem Umfeld von Tempeln und anderen religiös motivierten Darstellungen – sie zeigen zumeist Götter. Es gibt weiterhin zahlreiche freistehende Statuen. Hier gibt es nur sehr wenige anthropomorphe Figuren; wohl wiederum Götterdarstellungen bzw. Darstellungen mythischer Wesen. Allerdings gibt es zahlreiche Statuen, die Tierwesen, häufig Löwen, Löwen-Greife bzw. Sphingen und Adler, darstellen. Eine weitere lydische Eigenheit sind die so genannten Phallosmarker: pilzförmige Stelen, die in der Nähe oder auf Tumuli zu finden sind. Ursprünglich hatte man sie für Phallos-Symbole gehalten, heute ist die Forschung von dieser Idee abgerückt.
Die Architektur wird üblicherweise nicht gerühmt. Prägend ist Herodots Nachricht, die Häuser von Sardes seien mit Stroh gedeckte Hütten. Dagegen sind die eindrucksvollen Monumentalbauten zu halten: Die Stadtmauer von Sardes, die Terrassen von Sardes und die Tumuli gelten als Zeugnisse lydischer Baukunst. Die Stadtmauer war im späten 7. oder frühen 6. Jahrhundert v. Chr. gebaut worden und im Schnitt 15 m hoch und 20 m breit. Die Terrassen waren gewaltige Plattformen aus Kalkstein, die Sardes vermutlich in Ober- und Unterstadt gliederten; wahrscheinlich stand der Palast des Kroisos, das zentrale Verwaltungs- und Repräsentationsgebäude, auf einer solchen Terrasse. Die Tumuli sind Hügelgräber, die vor allem in der spätlydischen Epoche entstanden sind; zunächst waren es vermutlich ausschließlich Königsgräber, später dann allgemein Gräber für die lydische Elite. Es wird spekuliert, ob die erhebliche Zunahme in der frühen Zeit der Perserherrschaft ein Zeichen der kulturellen Abschottung der lydischen Elite war. Herodot vergleicht den großen Tumulus, der später als das Grab des Alyattes identifiziert wurde, mit den großen ägyptischen Pyramiden – tatsächlich ist das Volumen nur unwesentlich geringer. Ebenfalls Beachtung fanden die Begräbnisse in Grabkammern, die direkt in die Felswände der Berge geschlagen wurden; kaum Beachtung dagegen die Steinkisten und direkten Erdbestattungen. Die lydischen Schmuckstücke waren in der Antike weit bekannt und geachtet. Die orientalisch anmutenden Dekorationen (Sphingen, Löwenköpfe) verweisen wohl über griechische Vermittlung auf assyrische und späthethitische Motivik. Ein sehr interessantes Stück ist ein kleiner Elfenbeinkopf, der ein junges Frauengesicht mit mondförmigen Brandmalen auf den Wangen darstellt – wohl eine Sklavin des Mondgottes. Einen beeindruckenden Überblick über die Kunstarbeiten gibt der „Lydische Schatz“, eine Zusammenstellung, die gelegentlich einem Karun Hazineleri, einem reichen Mann der Antike, oder Kroisos zugeordnet wird. Tatsächlich wurde er aus einer Reihe von Tumuli geraubt und gehört daher vermutlich in die spätlydische Epoche. Er besteht aus 363 Objekten und befindet sich heute im Museum von Uşak. Insgesamt lässt sich feststellen, dass die Bildende Kunst der Lyder einen engen Bezug zu religiösen Themen suchte und deutlich von den Kulturen der Umwelt beeinflusst wurde.

### Musik
In der lydischen Musik wurden nach den griechischen Quellen vor allem helle, hohe und schrille Töne verwendet. Als Instrumente werden ihnen die paktís, wohl eine Art Harfe oder Lyra, die bárbitos, möglicherweise eine Art tiefere Lyra, die mágadis, vielleicht eine Trommel, eine Flöte oder eher noch eine Lyra, und eine Art Triangel zugeschrieben.

### Theater, Dichtung
Hinweise auf diese Künste gibt es nicht.

## Kultur

### Überblick
Die wichtigsten Nachrichten über die Lebensart der Lyder entstammen den griechischen Quellen. Sie entstanden einerseits in einer Zeit, in der in Griechenland selbst der Adel sich in einer Krise befand, die ganz erheblich mit dem Umgang mit Luxus in Verbindung gebracht wurde (vgl. Athener Luxusgesetze). Von diesem Standpunkt aus wurde besonders der zweifellos im erheblichen Ausmaß vorhandene Luxus der Lyder reflektiert: Zum Teil wurde eine „lydische Mode“ ausgelebt, ein begehrter Maler Athens hieß „der Lyder“ und ein Adliger nannte seinen Sohn „Kroisos“, zum Teil wurde heftige Kritik geübt; einen Höhepunkt findet sie in der Geschichte, der Lyderkönig Kambles habe eines Nachts in seiner Freßgier seine Frau geschlachtet und aufgegessen. Andererseits stammten einige Quellen aus der späteren Zeit, in der Herodots Diktum, der Perserkönig Kyros II. habe den Lydern diesen Luxus quasi aufgezwungen, um sie zu verweichlichen, generell übernommen wurde; diese begegnen den lydischen Luxus mindestens tendenziell ablehnend. Dem gegenüber geht Herodots Bemerkung, dass sich die lydischen Sitten kaum von den griechischen unterschieden, weitgehend unter.

### Luxus
Es kann als gesichert gelten, dass in Sardes in der Zeit des Alyattes und Kroisos die Elite über einigen Reichtum verfügte und diesen repräsentativ zur Schau stellte. Dazu gehörten Schmuck, Parfüme, aufwendig gefärbte Kleidung, die aber auch so drapiert wurde, dass es einiger Übung bedurfte, um damit elegant gehen zu können, und aufwendig gestaltete Frisuren. Tatsächlich spielte die Produktion von Kosmetika und dazugehörigen Behältern eine so große Rolle, dass man von einem Wirtschaftszweig sprechen kann. Zumindest zum Teil ist auch die Pferdeliebhaberei des lydischen Adels im Rahmen des repräsentativen Reichtums zu sehen. In diese Richtung kann auch der Umstand gedeutet werden, dass im spätlydischen Sardes eine mit dem persischen Adel verknüpfte Trinkschale, ursprünglich ein Luxusgefäß aus Gold oder Silber, für die ärmeren Lyder aus Keramik kopiert wurde. Verblüffend ist dagegen die Hartnäckigkeit, mit der zerbrochene Keramiken geflickt oder zweckentfremdet weiterverwendet wurden.

### Nahrung
Die Mahlzeiten unterschieden sich in der Grundstruktur wohl nicht wesentlich von denen der Griechen; nach dem archäologischen Befund waren eintopfartige Gerichte möglicherweise beliebter. Einige Berühmtheit erlangte der Eintopf „kandaulos“, der wegen der Namensähnlichkeit mit dem Götternamen Kandaules und dem „puppy dinner“ in Verbindung gebracht wird, auch wenn sicherlich kein Hundefleisch verspeist wurde. Ebenfalls bekannt war eine Art Blutsuppe namens „karyke“. Die lydischen Bäcker wurden von den Griechen ebenfalls sehr gerühmt, ihre Brote wurden vielfach lobend erwähnt. Zum Luxus-Topos passen die Süßspeisen: Es gab Pfannkuchen mit Sesam, Waffeln mit Honig und eine Art Nougat. Ebenfalls geschätzt war der lydische Wein. Becher mit Schank oder Sieb deuten auf Bier oder möglicherweise Met, fermentierte Milch („kumys“), Gerstenwasser oder Kräutertees hin.

### Prostitution
Wesentlicher Unterschied zwischen griechischen und lydischen Sitten sei die lydische Tradition, nach der unverheiratete Frauen sich durch Prostitution ihre Mitgift verdienen, berichtet Herodot. Für gewöhnlich wird von der Forschung angenommen, Herodot habe einen Aspekt der Tempelprostitution mit regulärer Prostitution verwechselt. Schon Ludwig Bürchner merkte lakonisch an: „Phallosdienst ist eben Naturdienst.“ Diese Position wird vielfach noch vertreten. Neuerdings wird die Institution der Tempelprostitution jedoch massiv von Tanja Scheer in Frage gestellt.

### Weibliche Eunuchen
Wenig behandelt wurde die auf Xanthos zurückgehende Nachricht, die Lyder hätten Frauen zu Eunuchen gemacht und entsprechend gebraucht. Üblicherweise wird es als griechische Rhetorik ignoriert. George Devereux geht der Frage allerdings nach und kommt zum Schluss, dass eine Reinfibulation unwahrscheinlich scheine, aber nicht ausgeschlossen wäre, vermutlich Xanthos aber eine Kauterisation des weiblichen Geschlechtsorgans beschreibe.

## Sprache
Die lydische Sprache wird weitgehend aus Inschriften der Zeit von ca. 600 bis ins 4. Jahrhundert v. Chr. rekonstruiert (wobei die älteste Inschrift aus der zweiten Hälfte des 7. Jahrhunderts v. Chr. aus Ägypten stammt – sie wurde wohl von einem der Söldner hinterlassen, die Gyges an Pharao Psammetich I. sandte); anscheinend wurde die Sprache bald nach dem Fall des Perserreiches nicht mehr geschrieben. Strabon berichtet, dass zu seiner Zeit Lydisch nur noch in Kibyra gesprochen wurde.
Lydisch gehört zur anatolischen Sprachgruppe der indogermanischen Sprachfamilie. Als sicher gilt die besondere Verbindung zu den im Norden Kleinasiens gesprochenen Sprachen Hethitisch und Palaisch, eine communis opinio zu den luwischen Idiomen ist jedoch noch nicht erreicht.
Das Alphabet mit sechsundzwanzig Zeichen wurde wohl nach Vorbild des ostgriechischen Alphabets entwickelt, wobei die Zeichen, die ungebrauchte Laute darstellen, mit neuen Lautwerten versehen wurden; für andere benötigte Lautwerte wurden neue Zeichen entwickelt bzw. aus anderen Alphabeten entliehen. Die Schriftrichtung ist bei den meisten Texten linksläufig, seltener rechtsläufig oder bustrophedon. Die Worte sind für gewöhnlich durch einen klaren Zwischenraum voneinander getrennt.

## Sonstiges
Der weibliche Vorname Lydia leitet sich von der geographischen Bezeichnung her.